# Clubiona japonica
Clubiona japonica är en spindelart som beskrevs av Ludwig Carl Christian Koch 1878. Clubiona japonica ingår i släktet Clubiona och familjen säckspindlar. Inga underarter finns listade i Catalogue of Life.